# Mariatorget (Stockholms tunnelbana)
Mariatorget ist eine unterirdische Station der Stockholmer U-Bahn und liegt nahe dem Mariatorget, jedoch nicht direkt darunter. Sie befindet sich im Stadtteil Södermalm. Die Station wird von der Röda linjen des Stockholmer U-Bahn-Systems bedient. In einem Abstand von ca. 400 Meter liegt der Südbahnhof Stockholms södra der über keine eigene U-Bahn-Station verfügt, so dass Mariatorget als Umstiegspunkt dazu dient über die Straße Timmermansgarten.
Die zentrale Lage in der Innenstadt macht die Station zu einer der vielfrequentierten Stationen des U-Bahn-Netzes. An einem normalen Werktag steigen hier 17.100 Pendler zu.
Die Station wurde am 5. April 1964 in Betrieb genommen, als der erste Abschnitt der Röda linjen zwischen T-Centralen und Fruängen bzw. Örnsberg eingeweiht wurde. Der Bahnhof wurde in offener Bauweise errichtet, die Bahnsteige befinden sich ca. 20 Meter unter der Erde. Die Station liegt zwischen den Stationen Zinkensdamm und Slussen. Bis zum Stockholmer Hauptbahnhof sind es etwa zwei Kilometer.

## Trivia
- In der U-Bahn-Station befindet sich eine kleine Skulptur namens „Människa och pelare“ von Asmund Arle, welche schon mindestens achtmal gestohlen wurde.
- Am 18. März 2008 wurde Dynamit im Tunnel zwischen Mariatorget und Slussen entdeckt. Dieses war nach Beendigung der Bauarbeiten der Röda linjen vergessen worden. Der gesamte Verkehr auf der Röda linjen musste im morgendlichen Berufsverkehr eingestellt werden, bis die Polizei die alten Dynamitstangen entfernt hatte.